# Simon Bedford
Simon Bedford, angleški igralec snookerja, * 8. februar 1976.

## Kariera
Bedfordov najboljši dosežek na katerem od jakostnih turnirjev je uvrstitev med 32, ki mu je uspela trikrat doslej: na Svetovnem prvenstvu 1998 (tedaj je premagal zadnjo oviro kvalifikacij Garyja Wilkinsona z 10-9 in nato v prvem krogu prvenstva izpadel proti Stevu Davisus 6-10), na turnirju European Open 2004 (v prvem krogu ga je odpravil Quinten Hann s 5-0) in na turnirju Grand Prix 2008, na katerem je moral v prvem krogu priznati premoč Petru Ebdonu (izid dvoboja je bil 1-5).
V sezoni 2007/08 je serijo 8 turnirjev, imenovano PIOS (Pontin's International Open Series), končal na četrtem mestu in si tako povrnil svoje mesto v svetovni karavani v sezoni 2008/09. V celotni sezoni je solidno nastopal (največ točk za jakostno lestvico si je nabral na turnirju Grand Prix in v kvalifikacijah za Svetovno prvenstvo - tam je premagal dve oviri in izpadel v tretjem krogu) in si brez težav zagotovil mesto med elito tudi za sezono 2009/10.